# Antoine-Louis Barye
Antoine-Louis Barye (24. září 1795, Paříž, Francie – 25. června 1875, Paříž, Francie) byl francouzský sochař patřící k romantikům, který se nejvíce proslavil svou prací jako tvůrce soch zvířat. Jeho synem a studentem byl známý sochař Alfred Barye. Sochy Antoine-Louise Barye vytvořil jeho syn Alfred Barye, který byl desítky let nucen nepodepisovat svá díla, dokud mezi nimi nedošlo k roztržce.

## Životopis
Antoine-Louis Barye se narodil v Paříži ve Francii. Svou kariéru zahájil jako zlatník, stejně jako mnoho sochařů romantického období. Nejprve pracoval u svého otce Pierra a kolem roku 1810 pracoval u sochaře Guillaume-Mertina Biennaise, který byl zlatníkem císaře Napoleona. Poté, co v roce 1816 studoval u sochaře Francoise-Josepha Bosia a malíře barona Antoine-Jeana Grose, byl v roce 1818 přijat na École des Beaux-Arts. Ale až v roce 1823, když pracoval pro zlatníka Emile Fauconniera, objevil svou skutečnou zálibu v pozorování zvířat v Jardin des Plantes, jejich intenzivním studiu v kresbách tužkou srovnatelných s kresbami Delacroix a jejich modelování v sochách malých i velkých.
V roce 1819, když studoval na École des Beaux-Arts, vytvořil Barye medailon s názvem Milo z Crotany požíraný lvem. Téma bylo oficiálním zadáním školy v roce 1819. Barye za něj dostal čestné uznání. V roce 1820 Barye vytvořil sochu Herkules s Erymanthianským kancem, zobrazující čtvrtý Herkulův úkol: chytit erymanthského kance, musel zajmout živého divočáka z hory Erymanthos. Barye byl úspěšný i ve vytváření malých soch, a vynikal v prezentaci zvířat v jejich charakteritických pózách. Barye vytvořil portrétní medailon Mladý muž v baretu (1823) a Portrét zakladatele Richarda (1827), na kterém je zobrazena pouze hlava a krk. Další dílo bylo Unavený jelen (1829), která představuje unaveného jelena, lapajícího po dechu. Socha je neobvykle velká vzhledem k jeho rané produkci.Barye nechtěl být známý jen jako sochař malých bronzových soch, chtěl být známý také jako sochař velkých děl. V roce 1831 vystavil mnohem větší sochy, Tygr požírající krokodýla gaviala, což byla sádrová socha vysoká 41 cm a dlouhá 103 cm, a Lev drtící hada, 138 cm vysoká a 178 cm dlouhá bronzová socha. V roce 1832 skutečně zvládl svůj vlastní styl v díle Lev s hadem.
Barye, i když se věčně potýkal s nedostatkem financí, vystavoval rok co rok studie zvířat, které ho ukazovaly jako umělce inspirovaného duchem opravdové romantiky s citem pro krásu antiky: příkladem je Theseus a Minotaurusči Roger a Angelica na hipogryfu(1846)), Lapité a kentaur (1848), Jaguar požírající zajíce (1850) a řada menších děl, které jsou nyní velmi ceněny. Poslední dvě díla byla vystavena na pařížském salonu v roce 1850, což Théophila Gautiera vedlo k napsání: „Pouhá reprodukce přírody nepředstavuje umění; Barye zobrazovaná zvířat zvětšuje, zjednodušuje je, idealizuje a stylizuje je odvážným způsobem, energicky a drsně, což z něj dělá Michelangela tohoto typu sochařství. “
Příkladem jeho většího díla je Lev v červenci, jehož sádrový model byl odlit v roce 1839, různí lvi a tygři v zahradách Tuileries a čtyři skupiny Válka, Mír, Moc a Řád (1854).
Přesto, že Barye byl vynikající sochař, často čelil finančním problémům kvůli jeho nedostatku obchodních zkušeností. V roce 1848 byl nucen vyhlásit bankrot a veškerá jeho práce a formy byly prodány slévárně. Slévárna začala z jeho forem vytvářet podřadná díla a od roku 1848 do roku 1857 a během této doby jeho pověst utrpěla. V roce 1876 byl zbytek Baryeova inventáře, 125 modelů, prodáno do slévárny Ferdinanda Barbedienna. Katalog Barbedienne z roku 1877 nabízel všechny modely z bronzu v různých velikostech a odlitky Barbedienne byly vynikající kvality.
Sláva přišla až později v životě. V roce 1854 byl jmenován profesorem kresby ve francouzském National Museum of Natural History (Muzeu historie přírody) a v roce 1868 byl zvolen do Académie des beaux-arts. Po roce 1869 již žádné nové práce neprodukoval.
Množství obdivuhodné práce, které Barye zanechal, ho opravňuje k tomu, aby byl považován za jednoho z velkých umělců živočišného života francouzské školy, která přitahovala takové muže jako Emmanuel Frémiet, Paul-Édouard Delabrièrre, Auguste Cain a Georges Gardet.
Na východním cípu pařížského ostrova Île Saint-Louis je po něm pojmenováno náměstí.

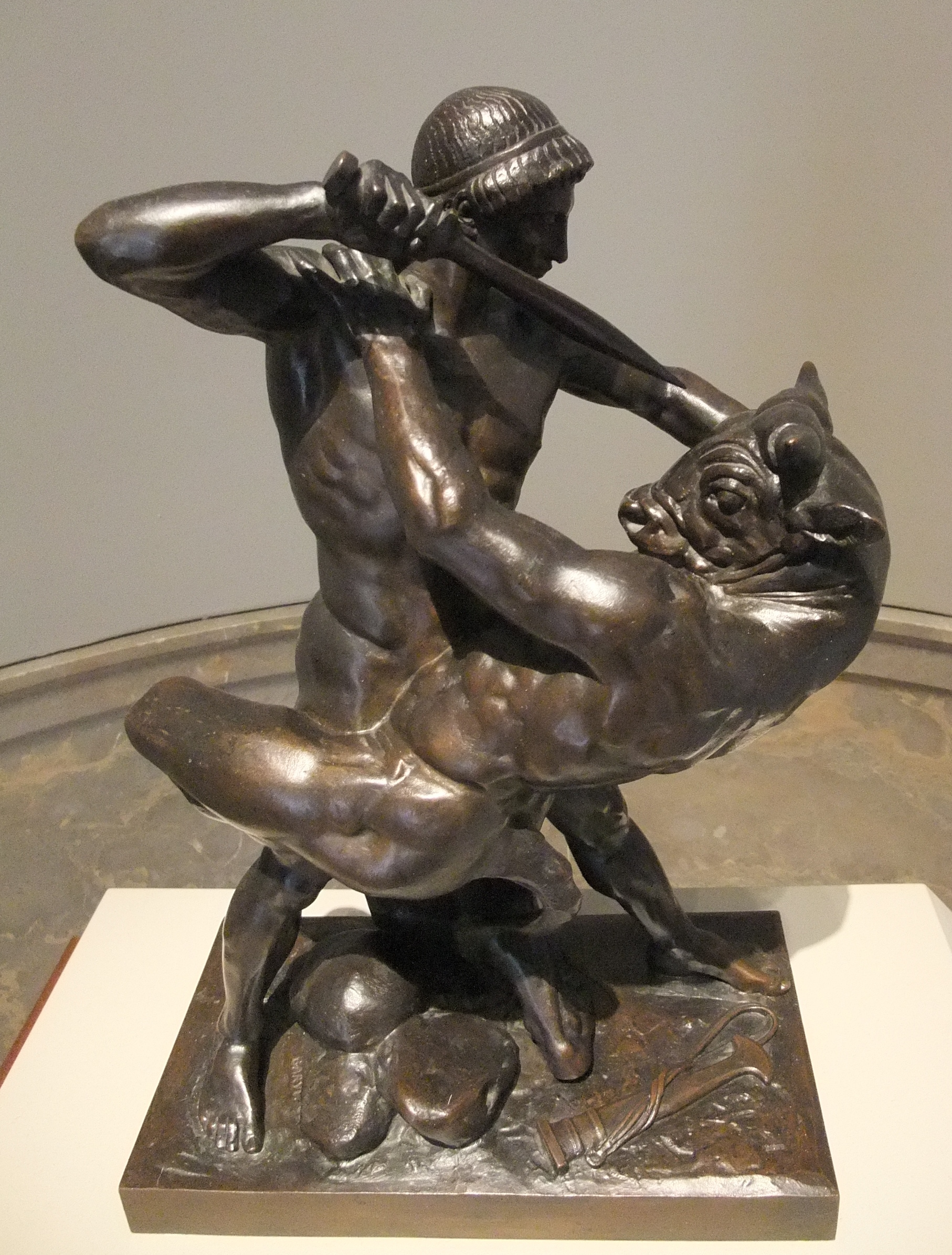
Theseus a the Minotaurus, 1843 (Baltimore Museum of Art)
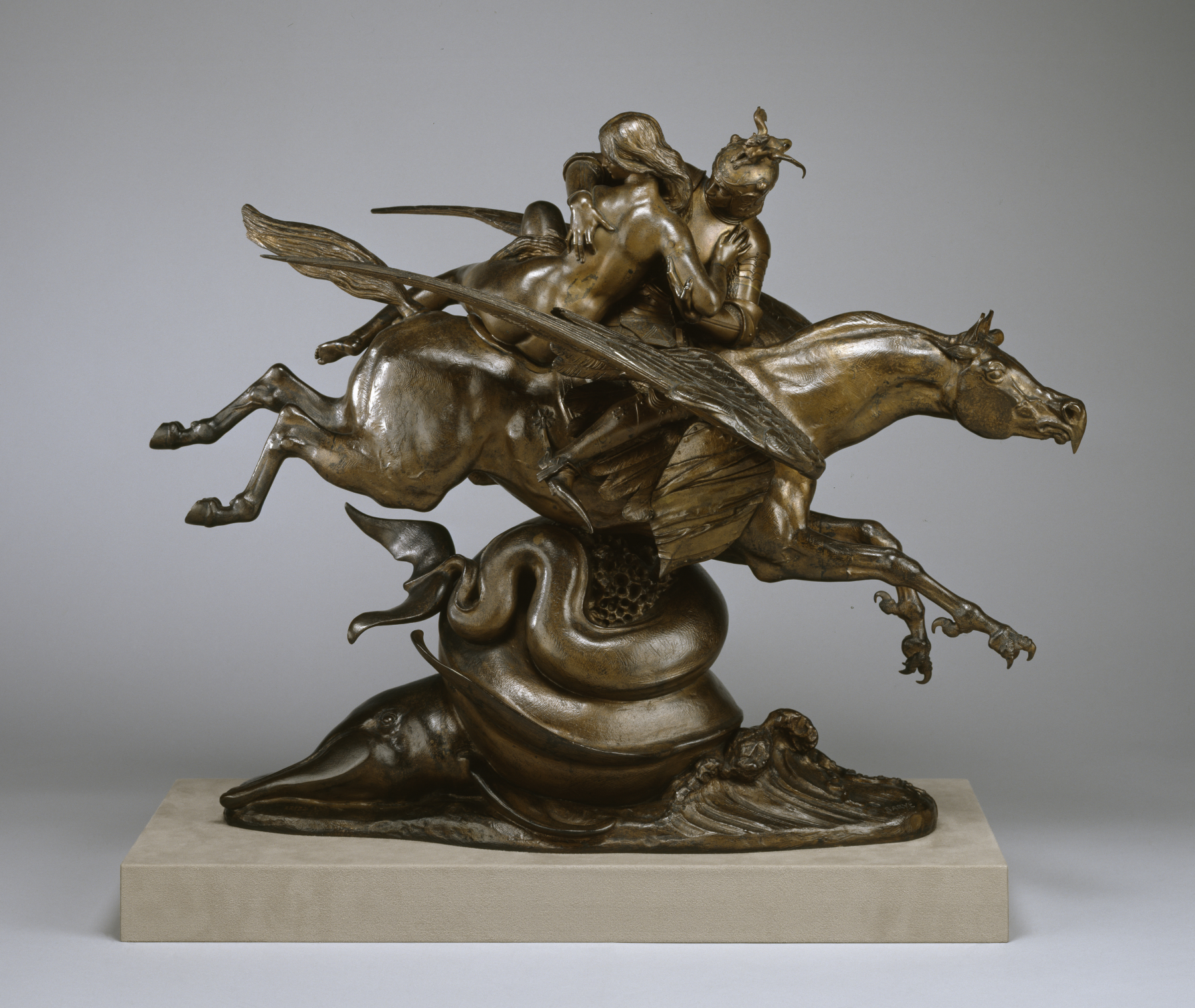
Roger a Angelika na hipogryfu, 1846 (Walters Art Museum) [Poz 1]
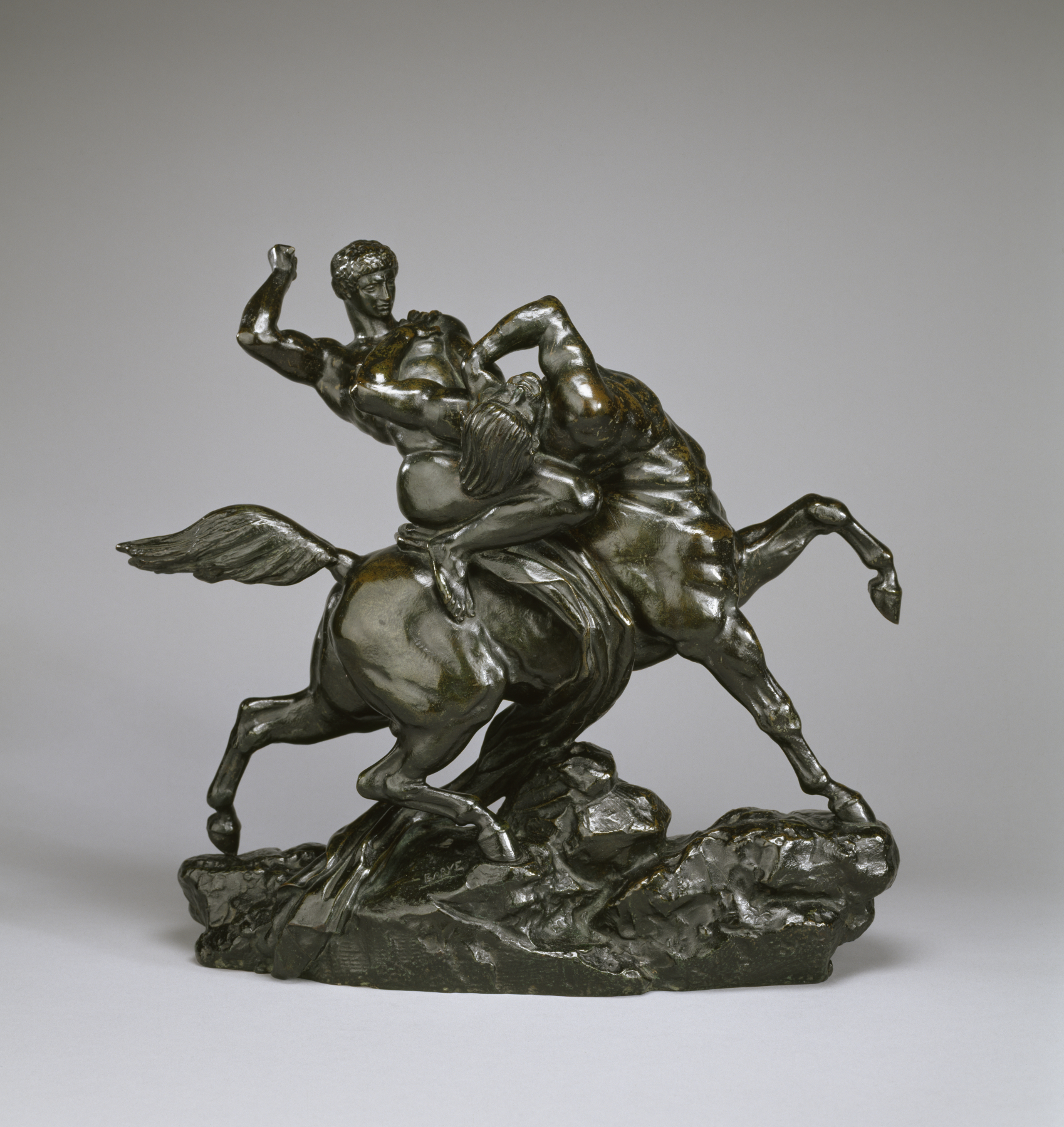
Lapité a kentaur , 1848
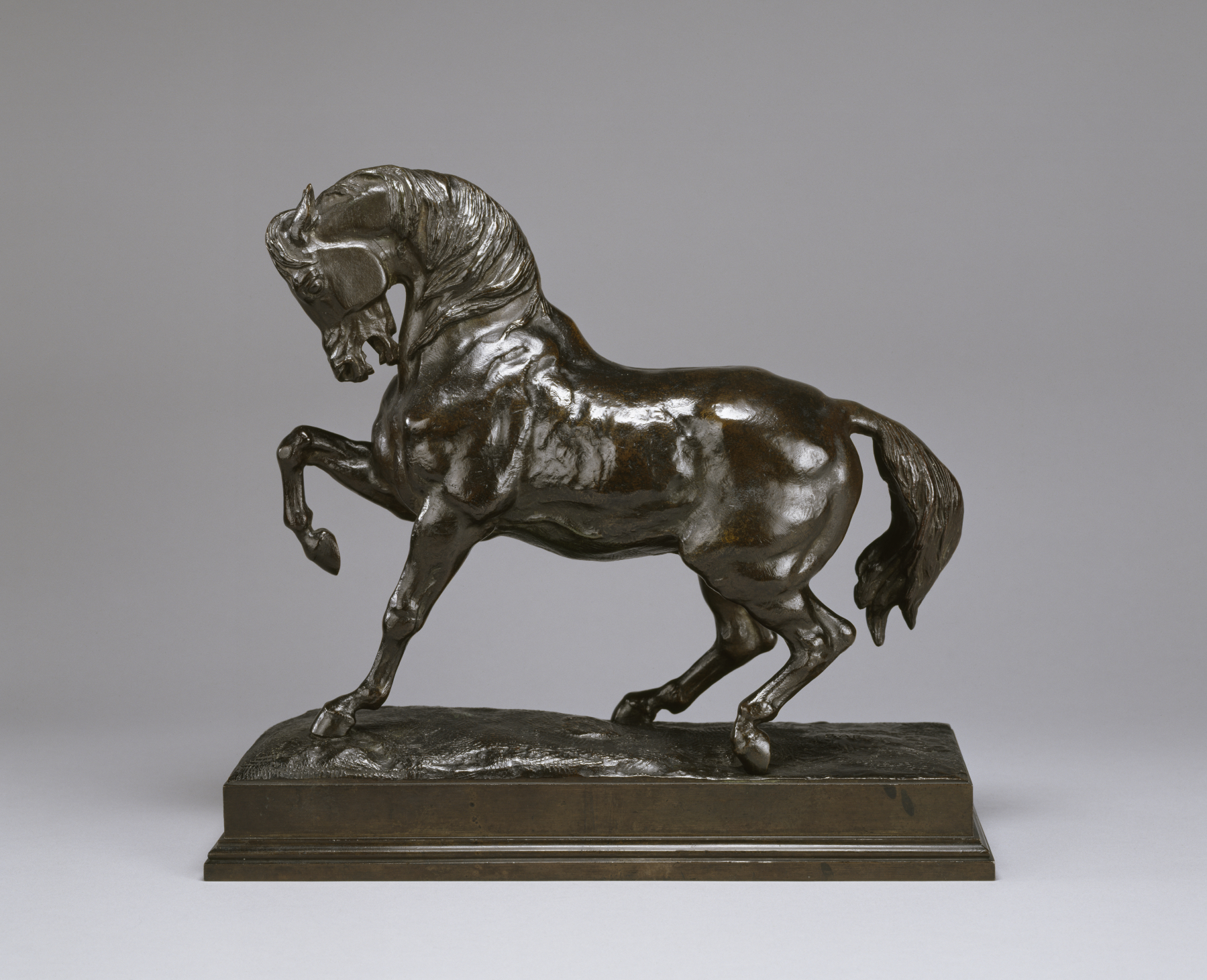
Turecký kůň No. 2, kolem r. 1844 (Walters Art Museum)
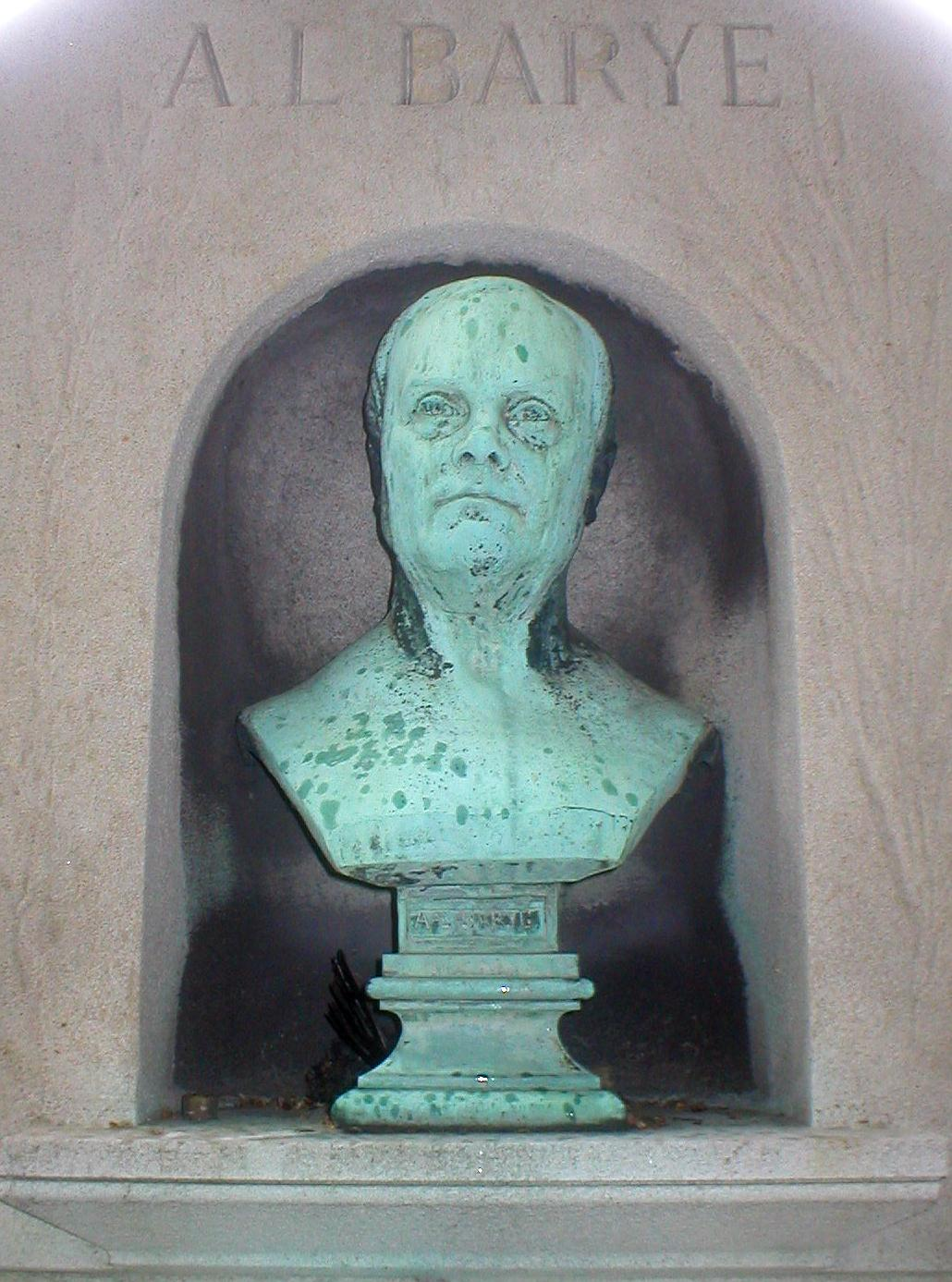
Hrob s bustou Antoine-Louis Barye', hřbitov Père Lachaise, Paříž
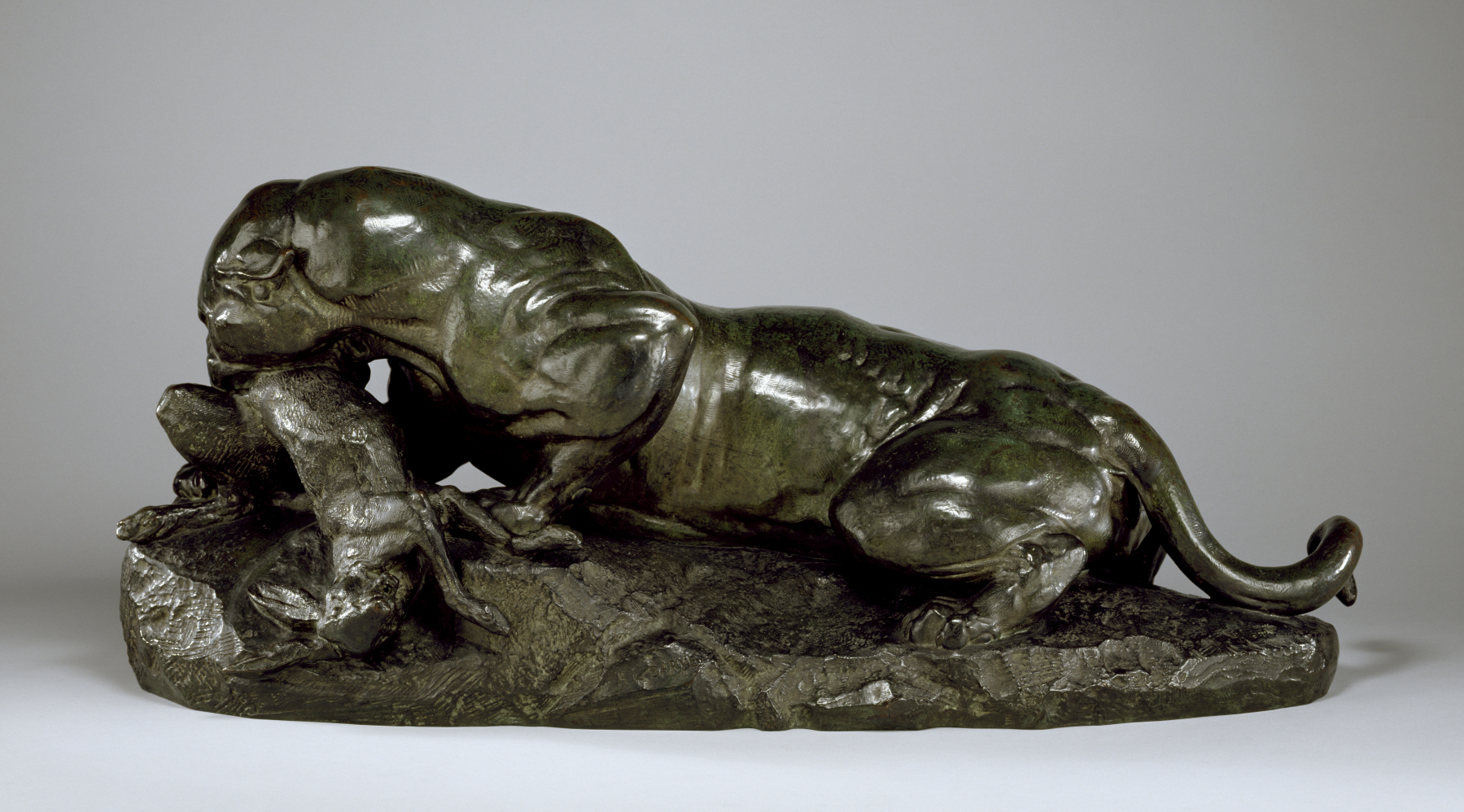
Jaguár požírající zajíce, 1850 (Walters Art Museum)
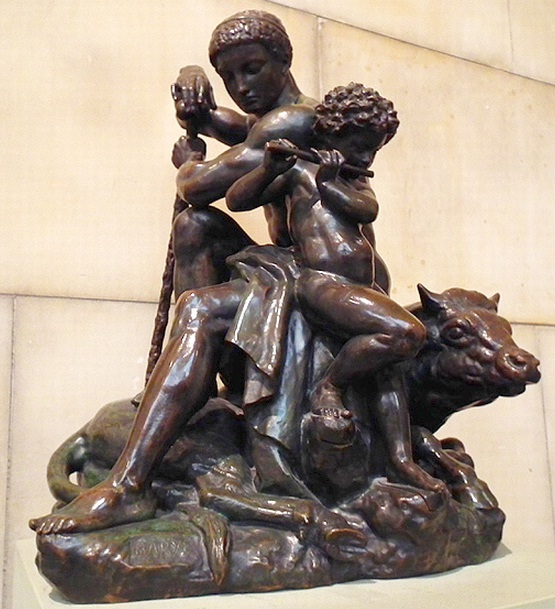
Hercules a býk, 1830 (National Museum, Varšava)